# Водоватово
Водова́тово — село в Арзамасском районе Нижегородской области. Входит в состав Большетумановского сельсовета.

## География
Село располагается на левом берегу реки Тёши, в 17 км к западу от города Арзамаса, в 4,3 км на запад от села находится Большое Туманово, в 1,2 км на восток — Мерлино.

## Население
| 1999 | 2002  | 2010  |
| ---- | ----- | ----- |
| 1955 | ↘1670 | ↗1681 |

## Инфраструктура

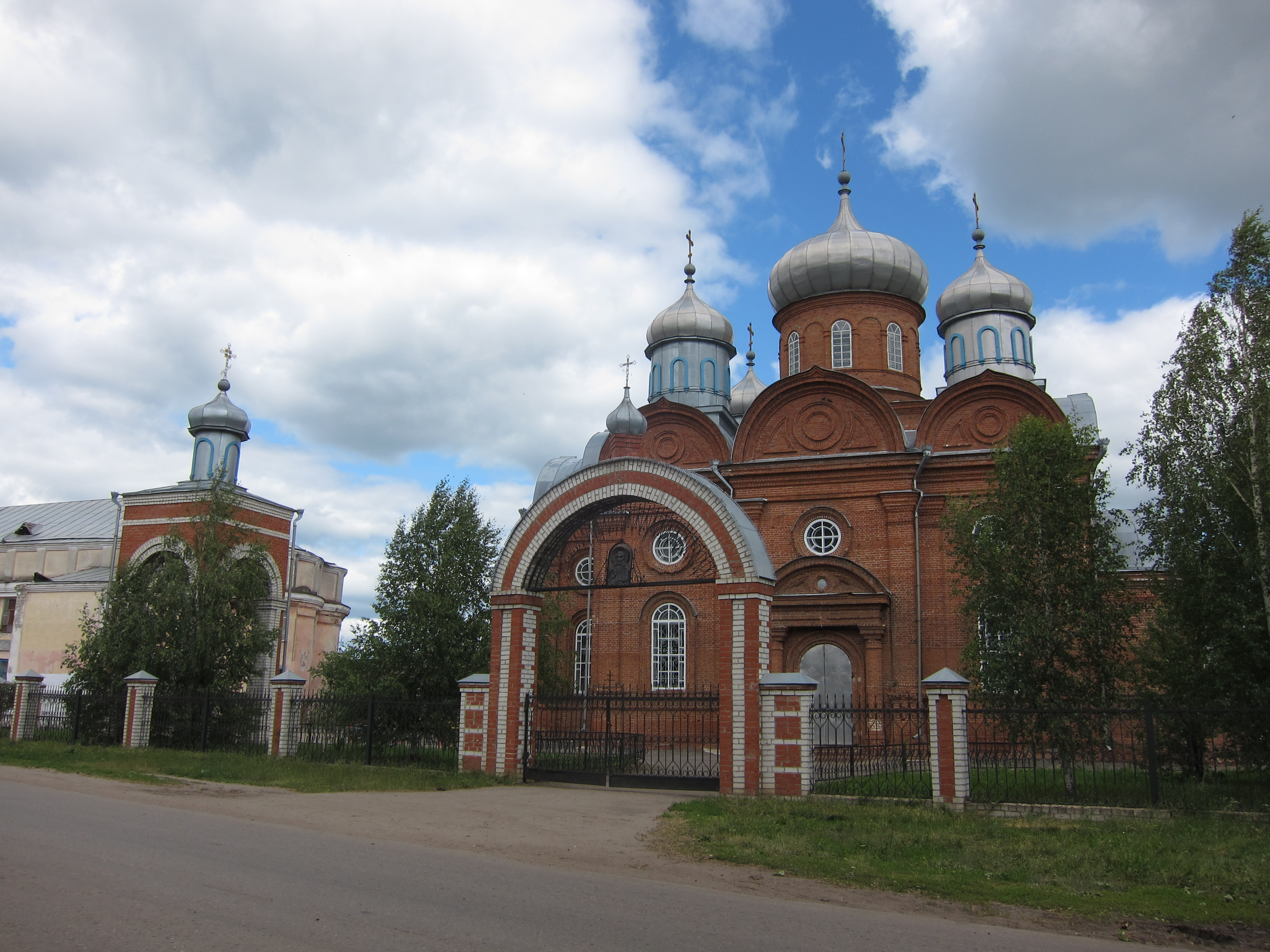
Церковь Воскресения Словущего

В селе расположено отделение Почты России. Водовадовская средняя общеобразовательная школа, Дом Культуры, фельдшерский пункт, детский сад, кафе.

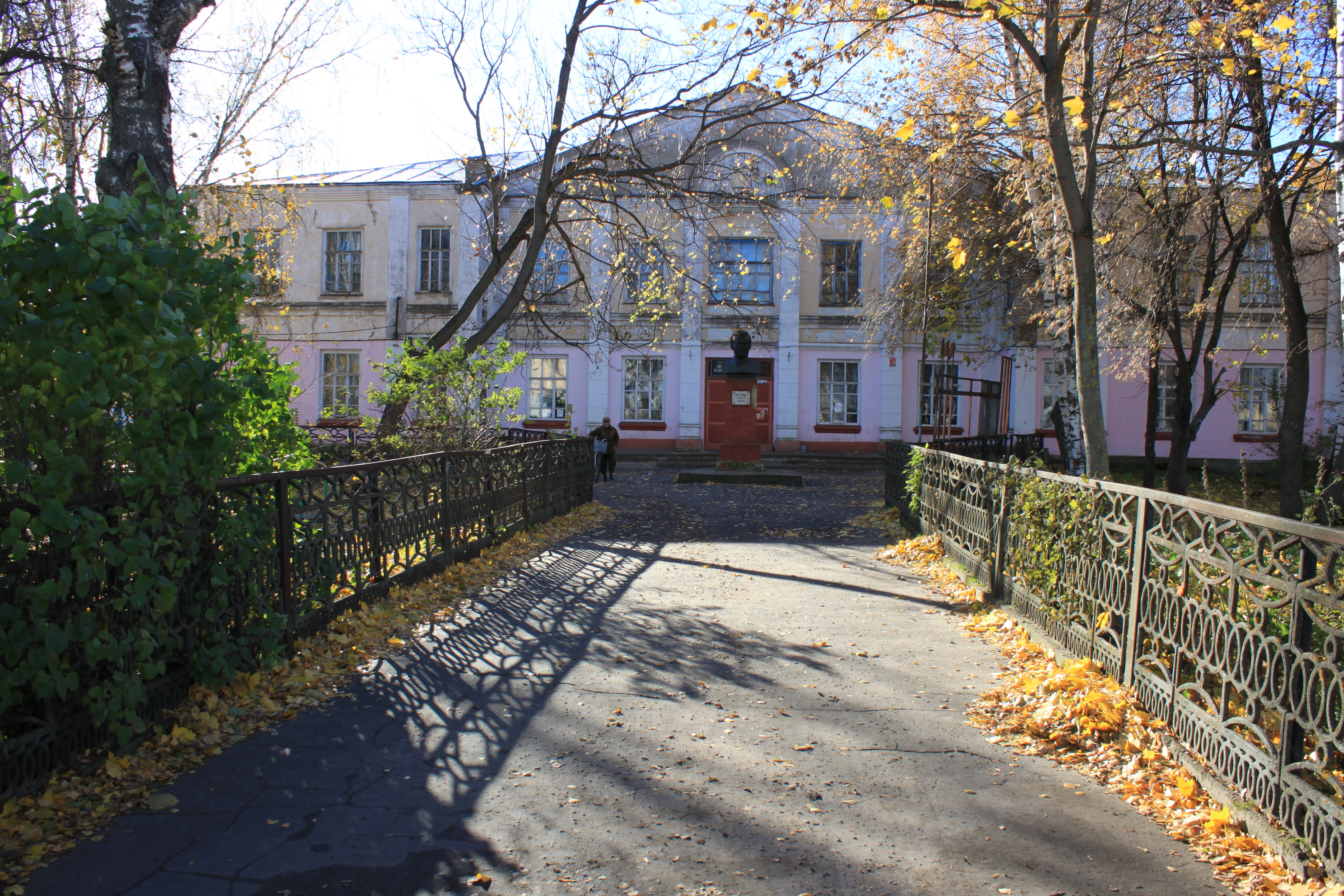
ДК Водоватово
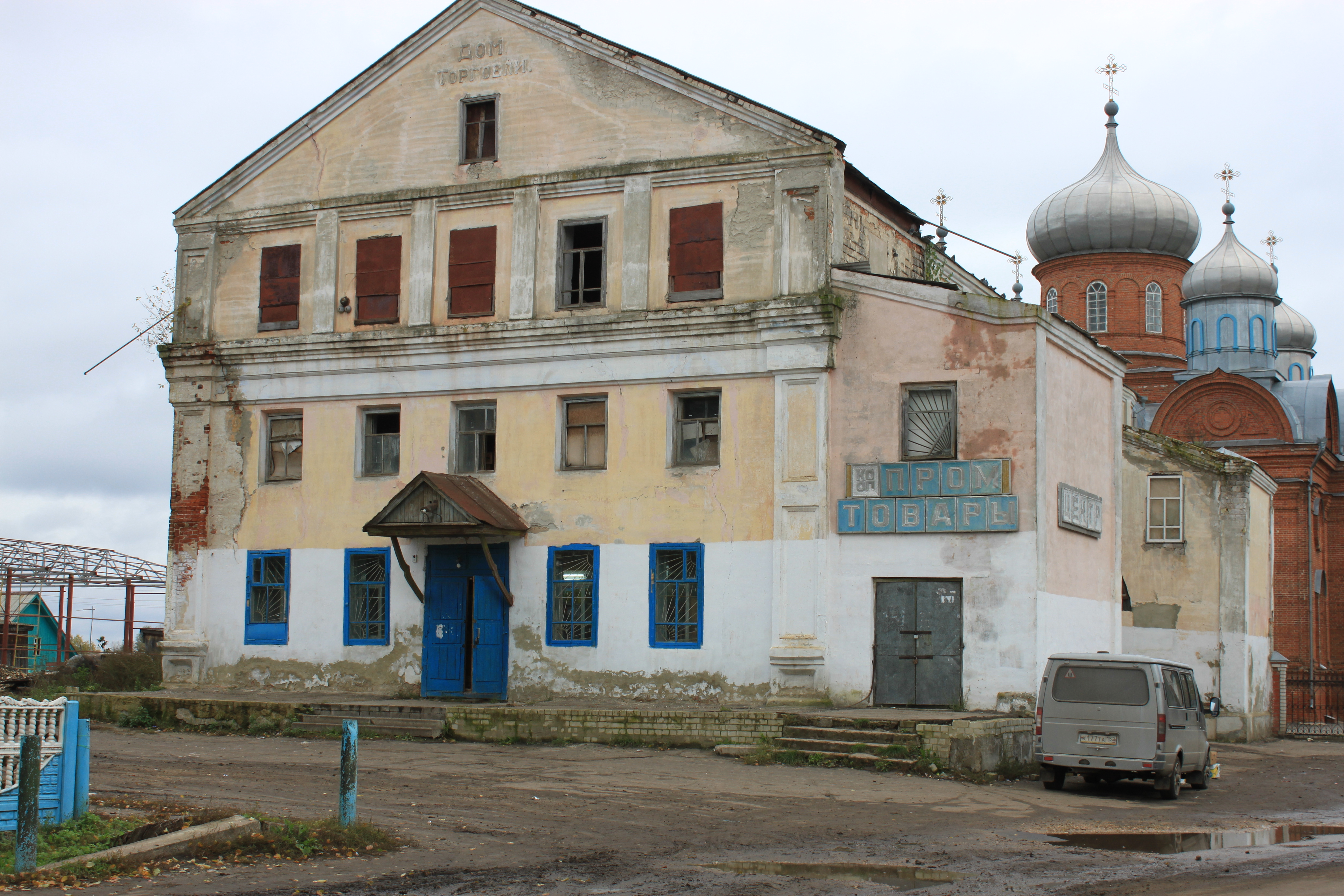
Дом торговли, где ранее была церковь Покрова Пресвятой Богородицы
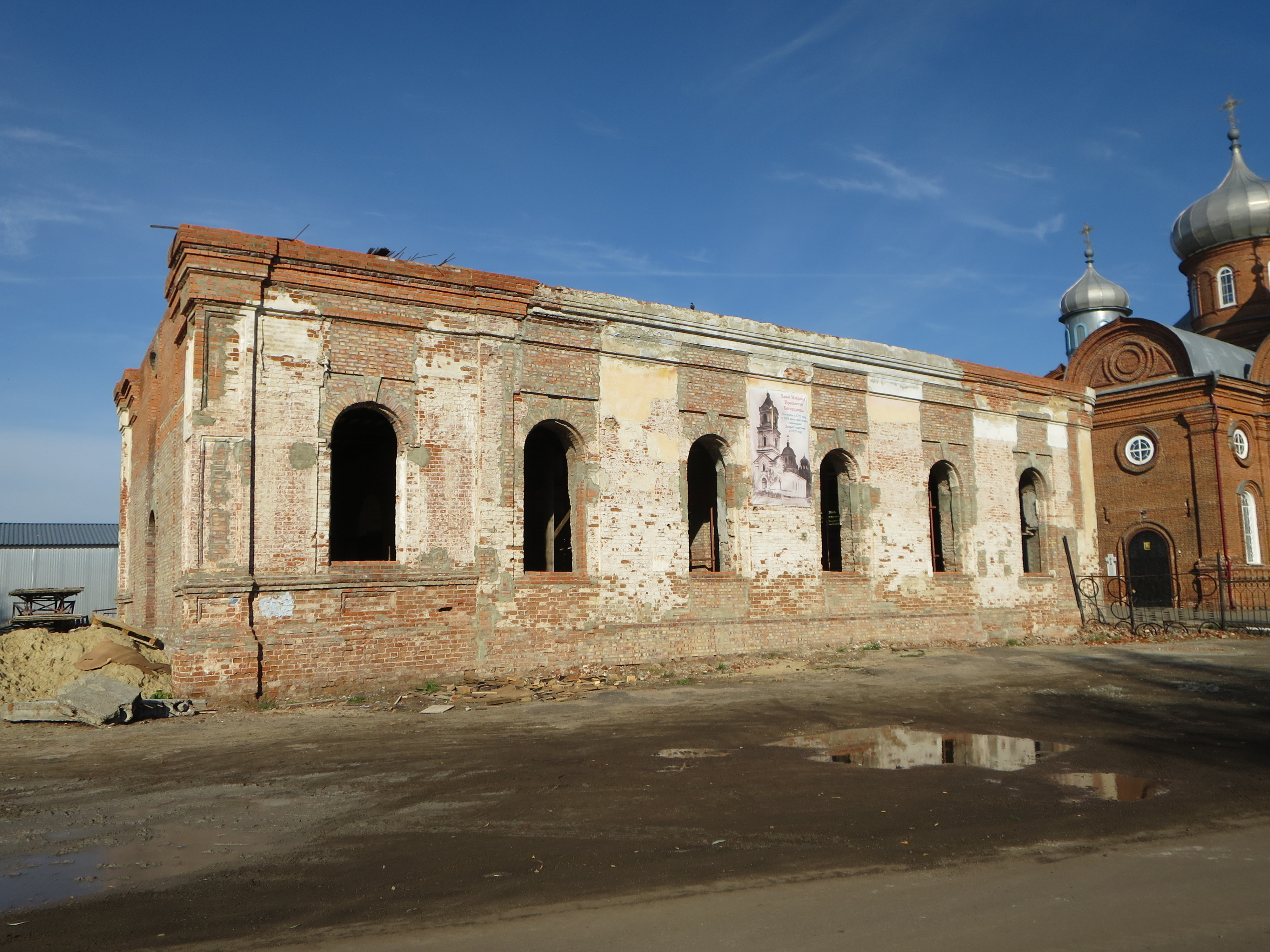
Восстанавливаемая церковь Покрова Пресвятой Богородицы, октябрь 2018
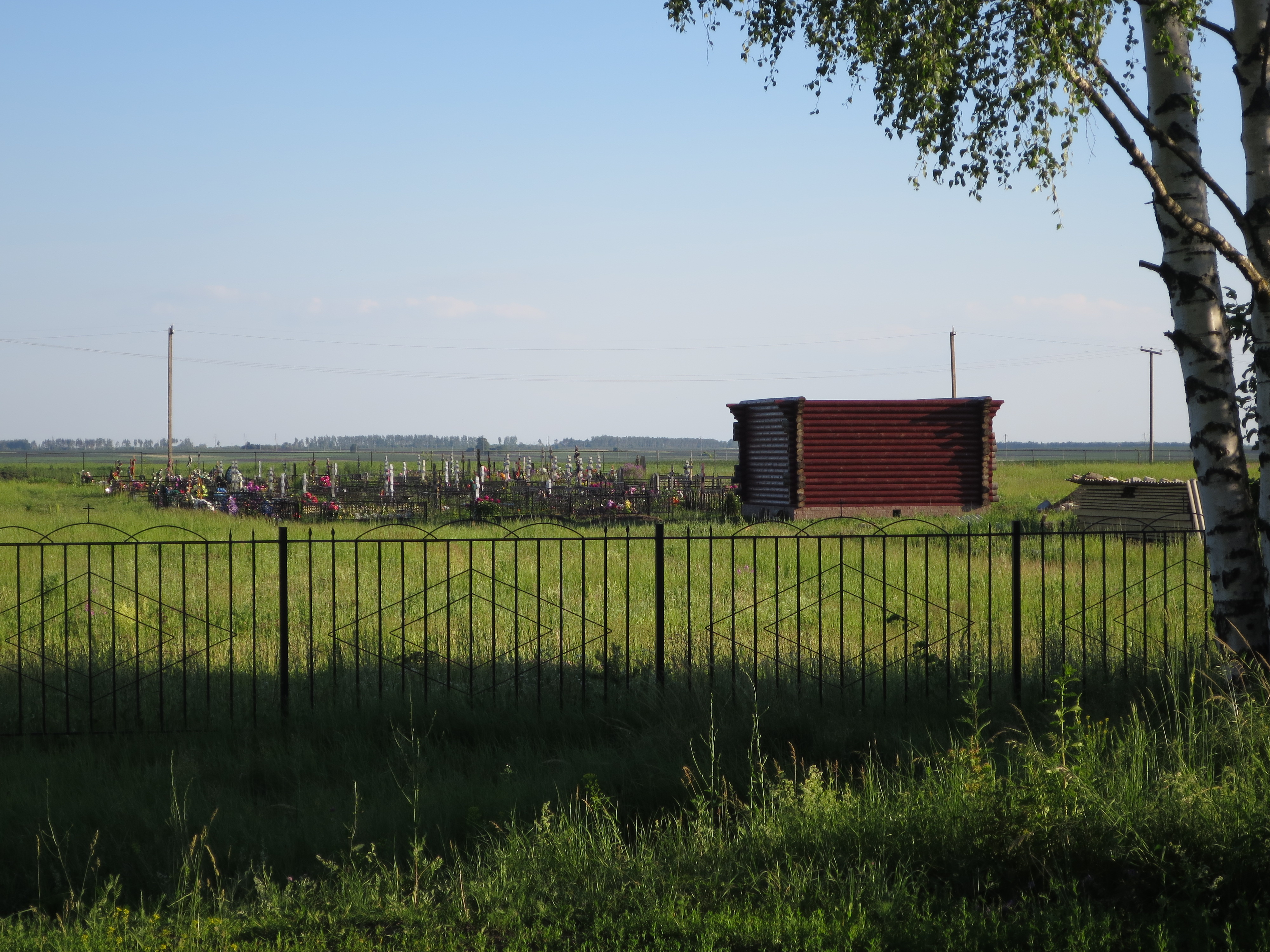
Кладбище в селе
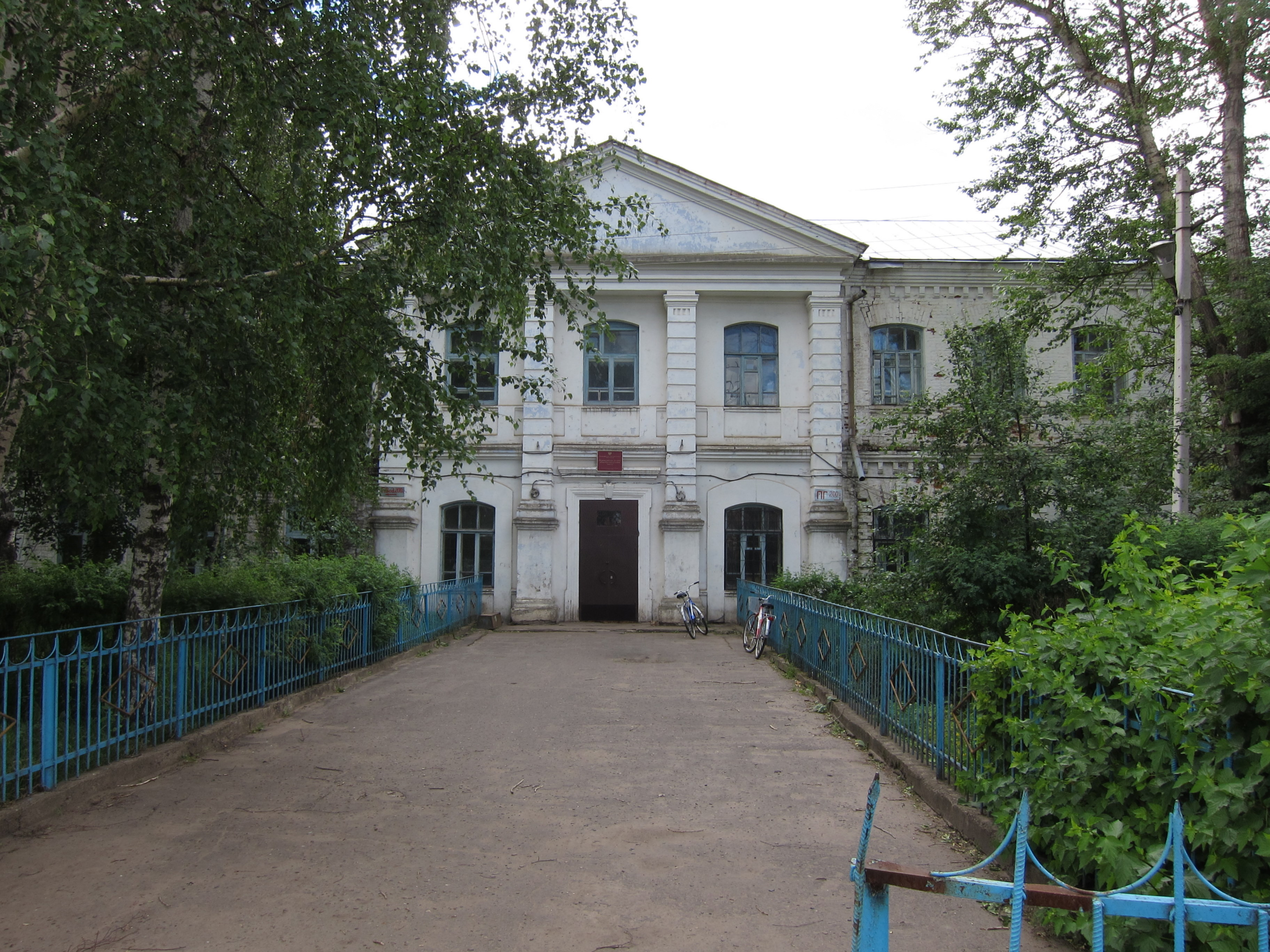
Водоватовская школа

### Русская православная церковь
Церковь в честь обновления храма Воскресения Христова 1904 года постройки.

## Занятие местных жителей
Основное занятие водоватовцев — земледелие, выращивание картофеля.